# Bupleurum rockii
Bupleurum rockii är en flockblommig växtart som beskrevs av H.Wolff. Bupleurum rockii ingår i släktet harörter, och familjen flockblommiga växter. Inga underarter finns listade i Catalogue of Life.